# Pallenopsis californica
Pallenopsis californica är en havsspindelart som beskrevs av Schimkewitsch, W. 1893. Pallenopsis californica ingår i släktet Pallenopsis och familjen Phoxichilidiidae. Inga underarter finns listade i Catalogue of Life.